# Danh pháp IUPAC
Danh pháp IUPAC là Danh pháp Hóa học theo Liên minh Quốc tế về Hóa học thuần túy và Hóa học ứng dụng - IUPAC (International Union of Pure and Applied Chemistry Nomenclature). Đây là một hệ thống cách gọi tên các hợp chất để có thể phân biệt được các chất và xác định công thức của hợp chất từ các tên gọi một cách đơn giản. Danh pháp được chia làm 2 nhánh chính:
- Danh pháp IUPAC cho hợp chất vô cơ
- Danh pháp IUPAC cho hợp chất hữu cơ